# 断続的断食

断続的な断食は食事のタイミングの計画のための戦略。

断続的断食（だんぞくてきだんじき、Intermittent fasting）は、エネルギー制限やアンチエイジングを目的とし、任意の断食(水分は可。一切のカロリーを入れない)と通常の食事を循環させる断食方法の総称である。間欠的断食（かんけつてきだんじき）と呼ばれることもある。断続的断食の欠点の 1 つは筋肉量の減少であるため、断続的な断食中は筋力トレーニングを行うことが勧められるが、これまでの研究で断続的断食は体重減少に効果があり、インスリン抵抗性を改善し空腹時インスリンを減少させ、ガンのリスクを下げ、脳機能、記憶、心血管系、および代謝系の健康を改善する可能性があることが報告されている。

## 種類
新しい研究は、すべての種類の断続的断食が同じであるとは限らないことを示唆しており、特に栄養価の高い植物ベースの食事と組み合わせると、実際には非常に合理的で効果的で持続可能な種類もある。大きく分けて隔日断食（Alternate-day fasting）、定期的な断食（Periodic fasting）、時間制限付き断食（Time-restricted feeding）の3種類がある。隔日断食は断食日と非断食日を交互に行う。断食日には通常摂取カロリーの25%を目標に食事をするものと完全に食事を断つものがある。これは1週間に断食を行う日が多いため、かなり厳しい断食法である。定期的な断食は定期的に断食をする方法であるが、5：２ダイエットが有名である。5：2ダイエットは週に連続しない2日間に断食を行い、残りの5日は非断食日とするものである。断食日は完全断食とする場合や1日の摂取カロリーを500～700Kcal以下に制限するものがある。時間制限付き断食は1日のうち一定の時間帯にのみ食事をするもので、例として夕食後から16時間絶食し、その後8時間は食事をという断食方法である。

## 研究
人間を対象とした研究では、ほぼ全面的に断続的断食は安全で効果的だが、実際には他の食事療法よりも効果的ではないことが示されている。さらに、多くの人は断食が難しいと感じている。
限られた報告ではあるが、断続的断食がカロリー制限ダイエットに匹敵し、体重減少をもたらすという根拠がある。断続的断食に関するほとんどの臨床試験で2.5%から9.9%で体重減少が確認されている。2019年のレビューでは、ヒトでは断続的断食による介入は肥満、インスリン抵抗性、脂質異常症、高血圧、炎症に役立つ可能性があると結論付けられている。間欠的断食は高齢者にも推奨されているが、子供、または低体重、妊娠中、授乳中の人ではまだ研究されておらず、これらの集団では有害である可能性があるため推奨はされていない。その他、糖尿病の人や糖尿病の薬を服用している人、食欲不振や過食症などの摂食障害の病歴のある人は、監視できる医師の厳密な監督下にない限り、断続的断食を試みるべきではない。
人間の代謝は、昼間の食物、夜間の睡眠に適応している。夜間の食事は、糖尿病だけでなく、肥満のリスクも高くなる。時間制限付き断食の研究では、夜食が代謝障害につながる可能性があるという証拠が蓄積されている。これに基づいて、アラバマ大学の研究者は、「夕食なしの時間制限付き断食」を発明した。この断食では、すべての食事が1日の早い8時間（午前7時から午後3時）に収まる。夕食なしの時間制限付き断食では、インスリンレベルが劇的に低下し、インスリン感受性が有意に改善し、血圧が有意に低下し、食欲が有意に低下した。おそらく、時間制限付き断食の最大の利点の1つは、記憶力の改善である。記憶スコアは、ケトジェニックおよび通常の食事よりも時間制限付き断食グループではるかに高かった。インスリンレベルが低いほど、記憶力は向上する。白米などの精製穀物や砂糖を食べない限り、時間制限付き断食は難しくない。

## 宗教
断続的断食は、ヒンドゥー教、イスラム教、ギリシア正教、ジャイナ教、仏教など、さまざまな宗教的慣習に存在する。